# Mistrzostwa Polski w Narciarstwie 1932
Mistrzostwa Polski w Narciarstwie 1932 – zawody sportowe, które odbyły się w 1932 w konkurencjach narciarskich w Polsce.

## Medaliści
| Dyscyplina                      | Złoto                             | Srebro                                      | Brąz                                          |
| Kombinacja norweska             | Stanisław Marusarz SNPTT Zakopane |                                             |                                               |
| Bieg na 18 km                   | Władysław Berych SNPTT Zakopane   |                                             |                                               |
| Bieg na 50 km                   | Władysław Berych SNPTT Zakopane   |                                             |                                               |
| Skoki seniorów (Polacy/wszyscy) | Stanisław Marusarz SNPTT Zakopane | Izydor Gąsienica-Łuszczek TS Wisła Zakopane | Wojciech Gąsienica-Marcinowski SNPTT Zakopane |
| Bieg zjazdowy                   | Władysław Suleja SNPTT Zakopane   |                                             |                                               |
| Bieg kobiet                     | Zofia Stopkówna SNPTT Zakopane    |                                             |                                               |
| Bieg rozstawny 5 x 10 km        | SNPTT Zakopane                    |                                             |                                               |